# Resolución 780 del Consejo de Seguridad de las Naciones Unidas
La resolución 780 del Consejo de Seguridad de las Naciones Unidas, adoptada por unanimidad el 6 de octubre de 1992, después de reafirmar la resolución 713 (1991) y las resoluciones subsecuentes sobre el tópico, el Consejo expreso su preocupación y las continuadas «violaciones extendidas del derecho internacional humanitario» en Bosnia y Herzegovina y autorizó al secretario general Boutros Boutros-Ghali  para establecer una Comisión de Expertos para examinar y analizar la información presentada en conforme a la resolución 771 sobre las violaciones de las Convenciones de Ginebra en la región de los Balcanes.
La resolución le pedía a los Estados miembros y a las organizaciones internacionales a información a recolectar información relacionada con las violaciones del derecho internacional en Bosnia y a hacerla disponible dentro de 30 días de la adopción de la resolución presente. La información recolectada sería analizada por la Comisión de Expertos. La Comisión consistió en cinco miembros de Canadá, Egipto, Países Bajos, Noruega y Senegal, quienes presentaron su primer reporte provisional en febrero de 1993, concluyendo que sería para el Consejo de Seguridad u otro órgano de las Naciones Unidas para crear un tribunal relacionado con los eventos en Bosnia y Herzegovina y Yugoslavia en general. El entonces Ministro de Relaciones Exteriores Roland Dumas felicitó la aprobación de la resolución, quien dijo que era «un considerable paso en la evolución del derecho internacional» y no tenía precedentes desde la fundación de las Naciones Unidas.
Las conclusiones de la Comisión de Expertos fueron entregadas al presidente del Consejo de Seguridad de las Naciones Unidas junto con una carta del secretario general el 24 de mayo de 1994.